# 大克肯河

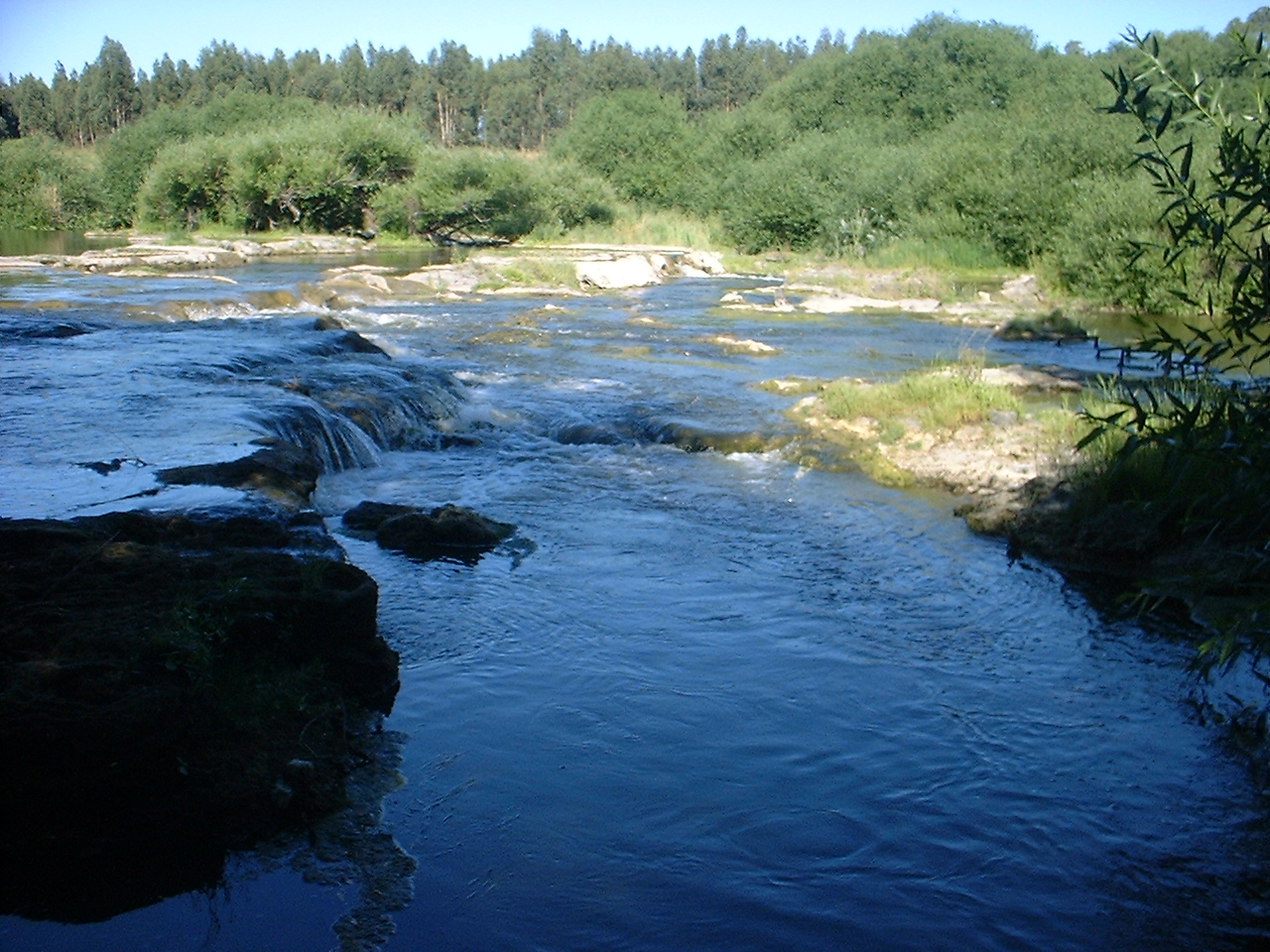
大克肯河

大克肯河（西班牙語：Río Quequén Grande）是阿根廷的河流，位於該國東部布宜諾斯艾利斯省西南部，河道全長180公里，流域面積9,914平方公里，最終注入大西洋的阿根廷海。

## 外部連結
- GEOnet Names Server（页面存档备份，存于）

38°30′33″S 58°44′03″W / 38.50917°S 58.73417°W